# Leonardo Agostini
Leonardo Agostini (Boccheggiano, 18 settembre 1593 – 1676) è stato un antiquario, numismatico e archeologo italiano del XVII secolo.

## Biografia
Originario della Toscana, dopo essere stato incaricato per un periodo di raccogliere opere per la collezione di Palazzo Barberini, fu nominato da Papa Alessandro VII commissario per le antichità di Roma e del Lazio (1655). Diresse importanti scavi in Campo Vaccino, nel Foro di Traiano e nelle Terme di Olimpiade a San Lorenzo in Panisperna, dove scoprì l'Era Barberini.
Pubblicò una nuova edizione del libro di Filippo Paruta La Sicilia illustrata con medaglie e vi aggiunse oltre 400 esemplari. L'edizione, completata da Agostini, uscì a Roma nel 1649, e fu ristampata a Lione da Marc Mayer nel 1697. Tradotta in latino, fu inserita da Johann Georg Graeve nel Thesaurus antiquitatum Siciliae (Leida 1723, VI-VIII).
In collaborazione con Giovanni Pietro Bellori (1615-1696) pubblicò Gemme Antiche figurate, estesa opera sulla glittica antica in due volumi (Roma, 1657 e 1669). Le due parti sono state ristampate insieme a Roma, in due volumi in-4°, nel 1686. Nel 1702 Domenico de Rossi ne diede un'edizione aumentata, che fu stampata anch'essa a Roma in due volumi in-4°, e nel 1707 ne comparve nella stessa città una quarta in 4 vol. in 4° grande, pubblicata con infinite addizioni da Paolo Alessandro Maffei, sotto questo titolo: Gemme antiche figurate, date in luce da Domenico de Rossi, colle Sposizioni di Paolo Alessandro Maffei, etc. L'opera di Agostini fu tradotta in latino da Jakob Gronovius e ristampata ad Amsterdam nel 1685 e a Franeker nel 1694.

## Opere
- Notizia generale delle medaglie più rare battute nella Grecia dette medaglie greche, da Pompeio Magno sino a Claudio II detto Gothico, seguita da una Serie degli Imperatori, Imperatrici e persone illustri antiche delle quali sono state battute le medaglie da Giulio Cesare sino ad Eraclio (Biblioteca Apostolica Vaticana, Vat. Lat. 8243, cc. 1-249);
- Il sacro Gieroglifico del nome di Christo col celeste titolo della vittoria di Costantino contro Massentio - Medaglia di Leonardo Agostini (Biblioteca Angelica, Roma, ms. 1628, cc. 182-186).
- Filippo Paruta, La Sicilia ; descritta con medaglie e ristampata con aggiunta da Leonardo Agostini, Roma, Nicola Schiratti, 1649. URL consultato il 10 aprile 2019.
- Leonardo Agostini, Le gemme antiche figurate, vol. 1, Roma, appresso dell'autore, 1657. URL consultato il 10 aprile 2019.
- Leonardo Agostini, Le gemme antiche figurate, vol. 2, Roma, appresso Michele Hercole, 1669. URL consultato il 10 aprile 2019.
- (LA) Leonardo Agostini, Gemmae et sculpturae antiquae, traduzione di Jakob Gronov, vol. 1, 1ª ed., Amstelodami, Abraham Blooteling, 1685. URL consultato l'11 ottobre 2019.
- (LA) Leonardo Agostini, Gemmae et sculpturae antiquae, traduzione di Jakob Gronov, vol. 2, 1ª ed., Amstelodami, Abraham Blooteling, 1685. URL consultato l'11 ottobre 2019.